# 闪点行动：红河
《闪点行动：红河》是于2011年发行的一款第一人称战术射击游戏，由游戏开发商Codemasters在Microsoft Windows、PlayStation 3和Xbox 360平台发行，是《闪点行动：龙之崛起》的续作。

## 游戏玩法
《闪点行动：红河》是一款战术射击游戏。玩家可选择合作进行战役。然而，游戏不设多人竞赛模式，也没有关卡编辑器或。玩家可在海军陆战队四个兵种之间做出选择，有步枪兵、掷弹兵、侦察兵和自动步枪兵，每个都有自己的武器和能力。在游戏期间，玩家可获得经验点，用于解锁武器、配件和经验值。例如，侦察兵可获得配件，减少子弹掉落的数量。游戏总监西恩·伦顿表示，“《闪点行动：红河》围绕四人在线合作模式打造，配有强大的剧情、新敌人和战斗场景，使得玩家沉浸于前所未见的真实战争。”游戏中的敌人可以一枪杀死玩家。单人游戏模式被分割成三个不同的篇章。

## 剧情
玩家扮演美国海军陆战队火力小队“法外之徒2B”（Outlaw 2 Bravo），参与一场2013年发生在塔吉克斯坦的虚构冲突。
恐怖组织“东突厥斯坦伊斯兰运动”发射迫击炮袭击美军驻阿富汗的前进作战基地，促使美军发动“持久护盾行动”（Operation Enduring Shield）入侵塔吉克斯坦西部肃清叛乱分子。“法外之徒”排的任务是占领数个村庄和一个飞机场、拆除简易爆炸装置并占据多个叛军领地。该小队之后夺回并修复一处水坝，同时增强附近的毒蛇前进作战基地的防御。
遵照命令，法外之徒被命令镇压一处要塞中的其余叛军。小队抵达据点后，中国人民解放军前来干预，入侵塔吉克斯坦东部，报复东突厥斯坦伊斯兰运动在2012年伦敦奥运会上屠戮中国运动员。因此，法外之徒被要求拖延解放军的攻势，让其他海军陆战队成员撤离到第二个作战基地。法外之徒抵达作战基地后，遭遇解放军机械化步兵袭击。经过一场激烈的战斗，法外之徒勉强逃离基地，指挥官说他们是唯一逃出的部队。
幸存的海军陆战队员与解放军展开一场游击战。起初，队员们伏击解放军的补给车队，削弱解放军的补给线。之后，队员们得知，为了中断解放军在塔吉克斯坦西部的攻势，余下的海军陆战队员希望阻止多座桥梁落入解放军的手中。尽管对方人数众多，海军陆战队员严防死守，最终等来阿富汗的援军抵达。
桥梁大战后，海军陆战队员开始击退解放军。他们占据了解放军的防线和城镇，夺取了一座旧的堡垒，以此设立新的基地。为了获得空中力量支持最后的战斗，小队袭击了解放军部署在一座旧觀測臺的面對空飛彈。瘫痪导演侯，小队在战斗中途袭击了城镇，在LAV-25装甲车的支援下推向城镇。在火炮和飞机的协助下，小队反抗解放军的大规模攻势。最终，海军陆战队将推回中国边境。

## 评价
游戏获得了褒贬不一的评价。《策略情报》（Strategy Informer）认为游戏“填补了快节奏动作游戏与超现实军事模拟游戏之间的小空缺”。VideoGamer.com表示游戏战役的质量比前作《龙之崛起》高很多。然而，IGN对玩家行动被锁定在开阔地带的一小部分空间感到失望。PC Gamer批评玩家队友人工智能表现非常差，配音效果很生硬：“《红河》把所有能和《闪点行动》这个名字套上关系的东西都运用上，即创造性、突发性破坏和无处不在的现实主义，让它们经受洗礼。”GameZone打出7.5/10分，表示“《闪点行动：红河》并不是你们想象中的传统射击游戏。你不会当一名枪手，冲进大院消灭一群敌人，像一只孤狼一样。这个游戏节奏更慢，更强调战术，着重小队作战，依赖团队协作、策略和技巧。”游戏将会是《闪点行动》的最后一部，因为Codemasters开始建构一流的赛车团队，完全专注于赛车游戏，希望在赛车类游戏中占据领导地位。